# 1989年至1990年香港甲組足球聯賽
1989–90年香港甲組足球聯賽（英語：Hong Kong First Division Football League），是第 79 屆香港甲組足球聯賽，本屆聯賽共有 9 隊參賽球隊，冠軍是南華，他們以 16 場 14 勝 1 和 1 合共取得 43 分。南華隊第 32 次贏得港甲冠軍。本屆球季甲組每隊可註冊2名非香港永久居民球員。

## 外部連結
- 香港足球總會官網（页面存档备份，存于）
- 香港甲組足球聯賽 歷屆冠軍（页面存档备份，存于）